# Pont de Parella
El Pont de Parella és un pont de Sant Joan de les Abadesses (Ripollès) inclòs a l'Inventari del Patrimoni Arquitectònic de Catalunya.

## Descripció
Es tracta d'un pont d'un sol arc, de mig punt i de pedra, situat a uns 100 metres de la carretera C-38. Comunica la carretera amb la capella de Santa Magdalena de Parella. L'alçada en el seu punt màxim respecte el riu és de 25 metres. A la cara nord del pont hi ha una placa amb les dades bàsiques de la construcció del pont: "Propietat de Josep Sitjar, construit l'any 1913 per los jarmans Pallàs".

## Història
El pont va ser construït l'any 1913 per Miquel Pallàs Sala, mestre d'obres de Sant Julià de Vilatorta, per encàrrec de Josep M. de Sitjar i de Togores per poder accedir al mas Perella, de la seva propietat.